# Кабаков, Георгий
Георгий Кабаков (болг. Георги Кабаков; род. 22 февраля 1986, Пловдив) — болгарский футбольный судья. Судья ФИФА с 2013 года.

## Карьера
Георгий Кабаков стал футбольным судьей в 2001 году. С 2007 года он обслуживает матчи в высшем дивизионе чемпионата Болгарии. В 2013 году Кабаков был участником CORE 13.
В 2013 году стал арбитром ФИФА. Был назначен 4-м официальным лицом на Евро-2015 среди футболистов моложе 17 лет, который состоялся в Болгарии. Кабаков был судьей на Чемпионате Европы 2015 года среди юношей до 19 лет в Греции.
Кабаков работает на матчах Лиги Европы УЕФА с 2016 года, на матчах Лиги чемпионов УЕФА с 2018 года. Дебютировал в групповом этапе Лиги чемпионов УЕФА, отработав на матче между «Валенсией» и «Манчестер Юнайтед», который завершился победой хозяев со счетом 2:1.
На летних Олимпийских играх в Токио обслуживал матчи мужского футбольного турнира. Отработал на трёх поединках, из них матч полуфинала между Мексикой и Бразилией.

### Олимпийские игры 2020
| Стадия         | Дата           | Место    | Команда 1   | Команда 2 | Результат    |
| -------------- | -------------- | -------- | ----------- | --------- | ------------ |
| Групповой этап | 25 июля 2021   | Саппоро  | Египет      | Аргентина | 0:1 (0:0)    |
| Групповой этап | 28 июля 2021   | Иокогама | Южная Корея | Гондурас  | 6:0 (3:0)    |
| Четвертьфинал  | 3 августа 2021 | Касима   | Мексика     | Бразилия  | 0:0, пен.1:4 |